# Гірські хвойні та листяні ліси Південної Анатолії
Гірські хвойні та листяні ліси Південної Анатолії (ідентифікатор WWF: PA1220) — палеарктичний екорегіон середземноморських лісів та чагарників, розташований у Східному Середземномор'ї.

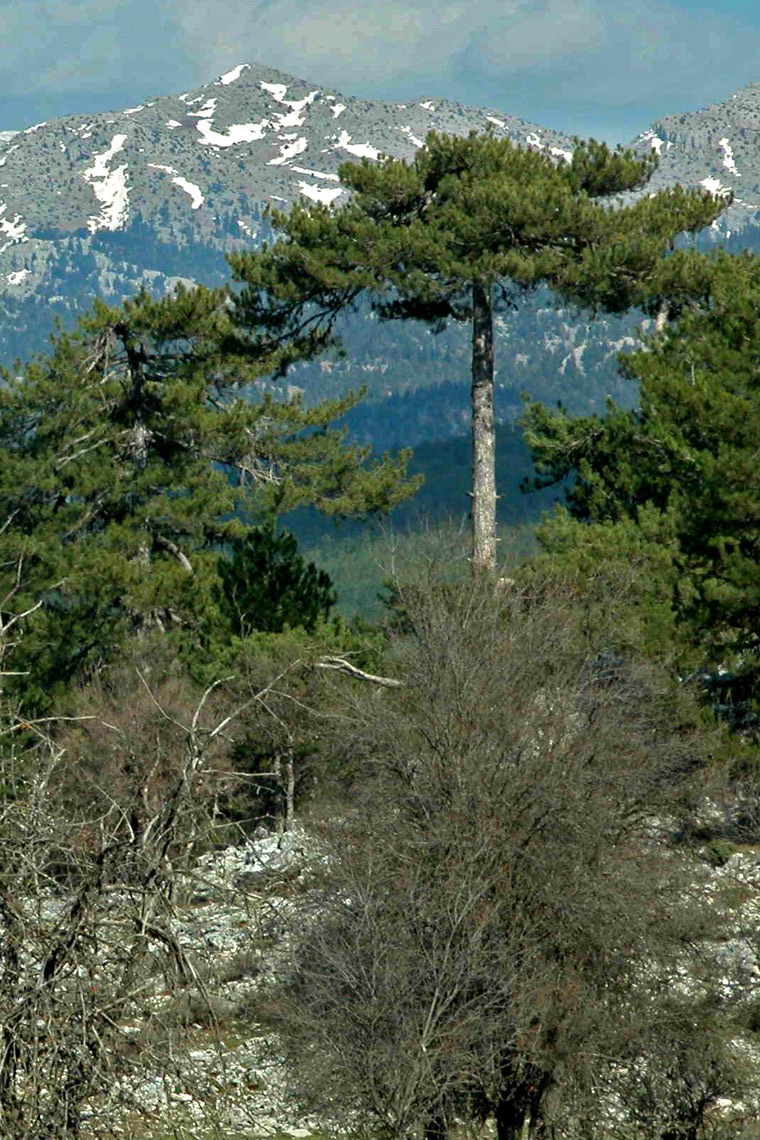
Чорні сосни (Pinus nigra) в Таврських горах

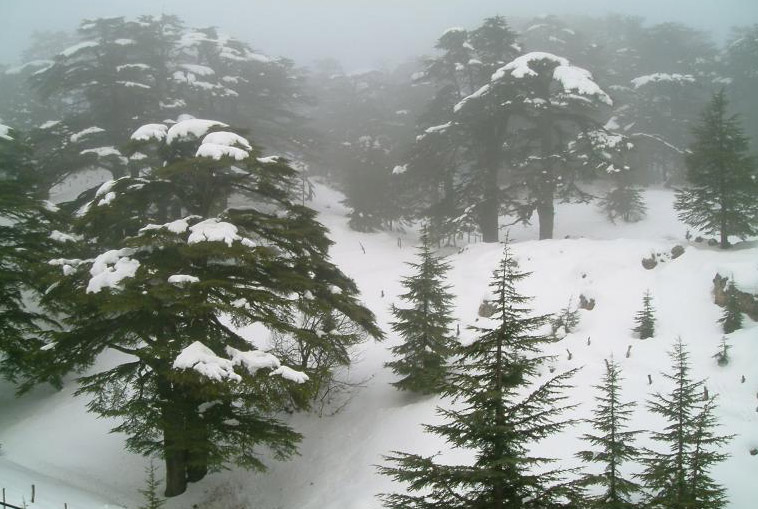
Засніжений кедровий ліс в Лівані

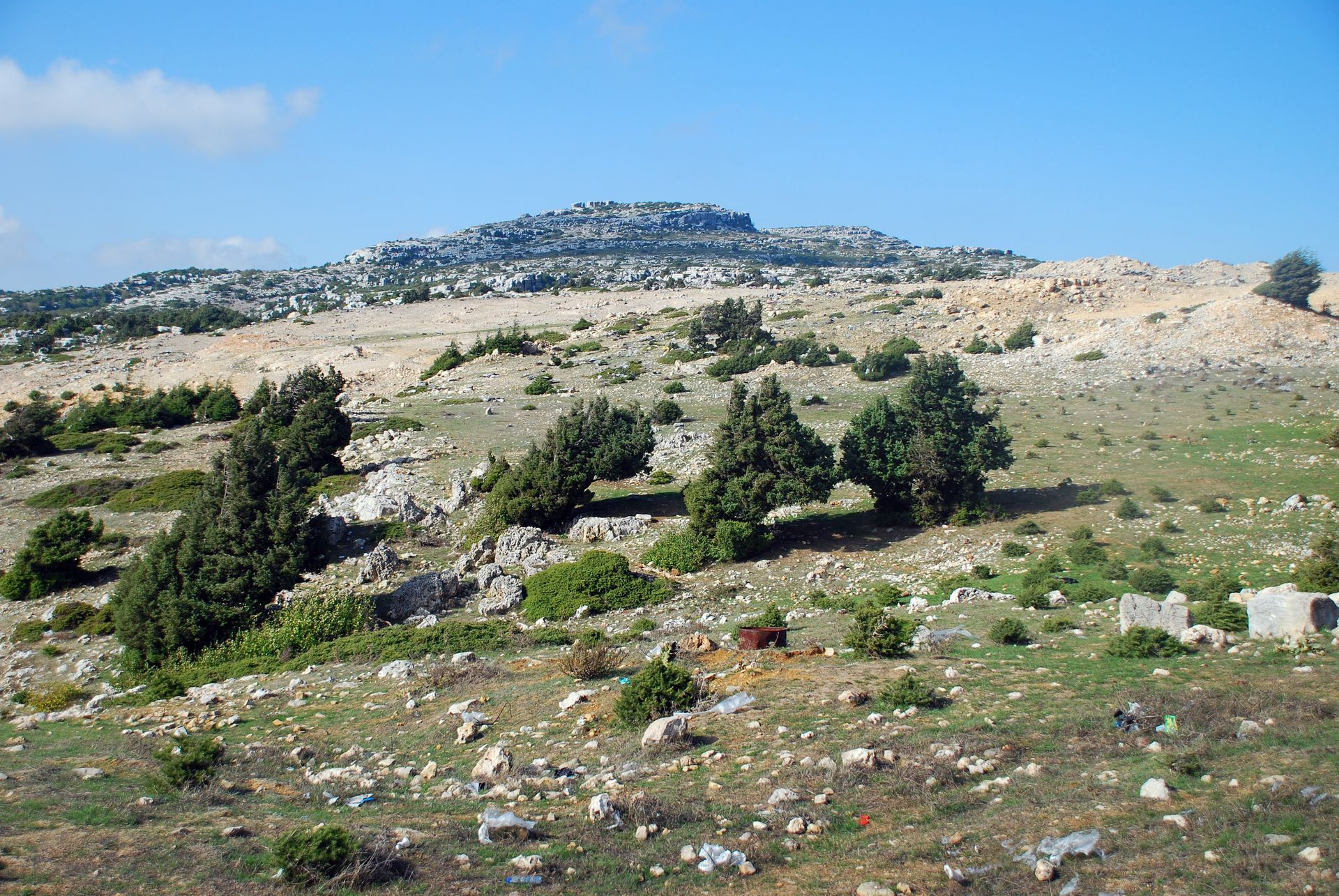
Високогір'я Аль-Аншарії поблизу міста Сілінфа (Сирія)

## Географія
Екорегіон гірських хвойних та листяних лісів Південної Анатолії охоплює територію площею 76 408 км², розташовану переважно на півдні Туреччині, а також на заході Сирії, в Лівані та на крайній півночі Ізраїля.
Більша частина екорегіону розташована в Таврських горах, які простягаються в Південній Анатолії паралельно узбережжю Середземного моря. Ці гори діляться на три гірські хребти — Західний, або Ісаврійський Тавр, найвищою вершиною якого є гора Кізларсіврісі висотою 3086 м, Центральний, або Лікійський Тавр, найвищою вершиною якого є гора Медеціз висотою 3524 м, та Східний, або Кілікійський Тавр, найвищою верщиною якого є гора Демірказик висотою 3756 м.
Екорегіон також охоплює високогір'я гірського хребта Нур, відомого як Аманос, розташованого на заході турецько-сирійського кордону, а також гори Сирійського прибережного хребта, відомого як Аль-Аншарійя, та гори Ліван і Антиліван, що простягаються в регіоні Леванту паралельно східному узбережжю Середземного моря. Найвищою вершиною гір Нур є Боздаг висотою 2262 м, а найвищою вершиною гір Леванту — Курнат-ас-Сауда в Північному Лівані висотою 3088 м. Найпоширенішими гірськими породами екорегіону є вапняки, хоча також часто зустрічаються серпентиніти та інші офіоліти.
На північ від регіону, на Анатолійському плоскогір'ї, поширені хвойні ліси, сухі широколистяні ліси та степи. На середземноморському узбережжі та в низовинах і передгір'ях Леванту поширені хвойні та широколистяні ліси Східного Середземномор'я.

## Клімат
В межах екорегіону панує гірський середземноморський клімат. Середньорічна кількість опадів коливається від 800 до 2000 мм. Зима – найвологіша пора року, а літо – найсухіша. Південно-західні вітри, що дмуть з Середземного моря, взимку часто приносять дощі. На південних і західних схилах гір зазвичай випадає більше опадів, ніж на північних і східних схилах. Середні температури різняться залежно від висоти над рівнем моря. На високогір'ях спостерігається нижча температура, ніж на більш низьких висотах, а взимку регулярно спостерігаються морози та випадає сніг. Близькість до моря пом'якшує зимові температури, а внутрішні частини екорегіону мають більш континентальний клімат із холоднішими зимами.

## Флора
Основними рослинними угрупованнями екорегіону є хвойні ліси, листопадні широколистяні ліси, альпійські луки та чагарники.
Найбільше поширення в регіоні мають хвойні ліси, де ростуть чорні сосни (Pinus nigra), знамениті ліванські кедри (Cedrus libani), малоазійські ялиці (Abies cilicica), смердючі яловці (Juniperus foetidissima) та високі яловці (J. excelsa). Ліванські кедри віддають перевагу районам, де панує середземноморський клімат, тоді як чорні сосни більше зустрічаються у внутрішніх частинах екорегіону, де клімат більш континентальний. Яловці переважають у високогір'ях, біля верхньої межі лісу. На південних схилах Таврських гір ця межа проходить на висоті 2000 м над рівнем моря, а у внутрішній частині регіону — на висоті від 2200 до 2400 м над рівнем моря. Загалом, чим вища середньорічна температура та чим менше річна кількість опадів — тим верхня межа лісу розташована на більшій висоті.
Широколистяні ліси переважають в районах з більшою кількістю опадів (1500-2000 мм), на навітряних північно-східних схилах гір, зокрема в горах Геїк у Західному Таврі та в горах Нур. Серед листяних порід дерев в екорегіоні поширені східні граби (Carpinus orientalis), звичайні хмелеграби (Ostrya carpinifolia), різні породи дубів, зокрема бурґундські дуби (Quercus cerris), ліванські дуби (Q. libani), македонські дуби (Q. trojana) та скельні дуби (Q. petraea ssp. pinnatiloba), а також різні породи кленів, зокрема балканські клени (Acer hyrcanum), звичайні клени (A. platanoides), польові клени (A. campestre) та французькі клени (A. monspessulanum)
Склерофітні альпійські луки поширені на високогір'ях вище верхньої межі лісу. Вони характеризуються невисокими напівчагарниками і купинами трави та різноманітними геофітами, зокрема різними видами астрагалів (Astragalus spp.).
Найбільше лісовий покрив зберігся в Таврських горах та в горах Нур, однак в горах Леванту також можна знайти ділянки лісу. На горі Бабадаг у Західному Таврі ростуть ліси ендемічних бабадазьких кленів (Acer undulatum) у поєднанні з ліванськими кедрами (Cedrus libani), малоазійськими ялицями (Abies cilicica), турецькими соснами і яловцями (Juniperus spp.). В горах Аль-Аншарійя в Сирії на вологих східних схилах ростуть ліванські кедри, на північних та західних схилах — малоазійські ялиці, а на південних схилах, звернених до степу або до Сирійської пустелі, — різні види яловців.
Однією з головних особливостей екорегіону є його високий рівень флористичного ендемізму, що значною мірою пояснюється ландшафтом —  високими скелястими горами з глибокими карстовими долинами, а також впливом Ірано-Туранської фітогеографічної області у північній частині регіону. Загалом понад 30 % видів із загальної флори регіону є ендеміками, більше ніж у будь-якому іншному регіоні Середземномор'я. Особливо багатий регіон на цибулинні рослини. Більшість ендемічних рослин регіону належать до родин Глухокропивові (Lamiaceae) та Шорстколисті (Boraginaceae).

## Фауна
Тваринний світ екорегіону є особливо багатим, оскільки гірська місцевість значно обмежує людський вплив. Основними хижими тваринами регіону є сирійські бурі ведмеді (Ursus arctos syriacus), азійські вовки (Canis lupus pallipes), євразійські рисі (Lynx lynx) та звичайні каракали (Caracal caracal). У 1950-х роках найрідкіснішим хижим видом, що зустрічався у регіоні, був каспійський тигр (Panthera tigris virgata), але останній екземпляр цього підвиду був застрелений у 1960 році. Наразі найрідкіснішим видом хижаків екорегіону є анатолійський леопард (Panthera pardus tulliana), що перебуває під загрозою зникнення. Серед травоїдних присутні звичайні козли (Capra aegagrus) та європейські лані (Dama dama dama). Остання популяція ланей Туреччини вижила в заповіднику Дюзлерчамі, на території Національного парку гори Гюллюк та Термессоса. Лані потрапили до гір Туреччини під час останнього льодовикового періоду, однак наразі в Туреччині нараховується менше 50 особин цього виду.
Гори Нур були визнані важливою орнітологічною територією (IBA) через те, що вони розташовані вздовж міграційних шляхів, якими птахи зі Східної Європи прямують до Африки. Тут зустрічаються білі лелеки (Ciconia ciconia), чорні лелеки (Ciconia nigra), рожеві пелікани (Pelecanus onocrotalus) та багато хижих птахів. В гірських хвойних лісах Лівану гніздяться рідкісні сирійські щедрики (Serinus syriacus). Серед рідкісних ендемічних видів плазунів і амфібій, поширених в екорегіоні, слід навести таврську жабу (Rana holtzi), болкарську гадюку (Montivipera bulgardaghica) та ліванську гадюку (Montivipera bornmuelleri).

## Збереження
Знищення та деградація природних середовищ внаслідок людської діяльності є дуже давнім явищем в горах екорегіону, яке бере свій початок ще з Бронзової доби. Однак, незважаючи на довгу історію проживання та експлуатації цієї території людиною, природа екорегіону є більш недоторканою, ніж природа сусідніх регіонів, оскільки гірська місцевість стримує людське втручання.
Оцінка 2017 року показала, що 216 км², або 1 % екорегіону, є заповідними територіями. Природоохоронні території включають: Природний заповідник Чігликара, Природний парк каньйону Кьопрюлю та Національний парк печери Алтинбешік в Західному Таврі, Природний парк Чехеннем-Дересі і Природний парк Топашир в Центральному Таврі, а також Природний кедровий заповідник Аль-Шуф в Лівані. У 1998 році Хорш-Арз-ель-Раб або Божествений кедровий ліс, розташований в Лівані, був визнаний Світовою спадщиною ЮНЕСКО.